# Bent A. Koch
Bent Anders Koch (født 16. september 1928 i København, død 10. oktober 2010) var en dansk frihedskæmper (med dæknavnene Nicolaus eller Nic) og tidligere chefredaktør.
Han var søn af handelsrejsende Herman Koch (død 1929) og hustru Debora f. Granfeldt (død 1973). Redaktøren P.C. Koch var hans tipoldefar. Han voksede op på Amager og i Jægersborg.
Som 15-årig i oktober 1943 hjalp han jødiske familier med at flygte til Sverige. Året efter gik han ind i modstandsbevægelsen som medlem af Gruppe Lange under Holger Danske. 16-årige Bent A. Kochs indgang til modstandsbevægelsen gik gennem partiet Dansk Samling, og det var dette partis dagblad, Morgenbladet, som efter befrielsen førte Koch ind i journalistikkens verden.
Han blev først medredaktør og siden ansvarshavende chefredaktør og fra 1961 administrerende direktør for Kristeligt Dagblad, som han stod i spidsen for fra 1959 til 1971, og han efterlod sig en avis med en fornyet teknik og en styrket økonomi. Dernæst blev han direktør for Ritzaus Bureau.
I 1982 blev den erfarne redaktør udpeget til ny chefredaktør for Fyens Stiftstidende, hvor han var indtil 1995. 
Bent A. Koch har også været formand for Kaj Munks Mindefond og for Grænseforeningen 1994-2000, og var indtil sin død kirkeværge i Odense Domkirke.
Bent A. Koch var medlem af Grænseforeningens hovedstyrelse fra 1951-53, 1961 til 1968 og fra 1973, og fra 1959 til 1971 medlem af Flensborg Avis' tilsynsråd 1996 til 1999, af Løgumkloster Refugiums og Løgumkloster Højskoles bestyrelser 1992 til 2004. Medlem af Grænsefondens bestyrelse 1996, formand fra 2006.
Han har også været formand for Snoghøj Folkehøjskoles repræsentantskab 1970, medlem af skolens bestyrelse 1958 (formand 1958-70); medlem af Det mellemkirkelige Råd 1960. af Sydslesvigsk Kultursamfunds arbejds- og legatudvalg 1961. af bestyrelsen for Københavns Redaktørforening 1961-71. formand 1964-66. og af bestyrelserne for I/S Ritzaus Bureau 1962-71 og Den Danske Publicistklub 1962, formand 1970; medlem af Socialpolitisk Forenings repræsentantskab 1963 og forretningsudvalg 1963-67. Også Medlem af Dansk Pressenævn 1964-71. af bestyrelsen for Dansk-Islandsk Samfund 1964. næstformand 1968; formand for Fondet for dansk-islandske samarbejde 1964; medlem af Fondet for dansk-islandsk samarbejde 1965; medlem af præsidiet for International Student Center 1963, af repræsentantskabet for Kofoeds Skole 1967, af bestyrelsen for Frederiksberg Seminarium 1971, for Dansk Kirke i Udlandet 1971 og Foreningen Nordens hovedstyrelse 1973. Han er Ridder af Dannebrog.
Koch leverede en ihærdig indsats som formand for en komité, der støttede Island i ønsket om at få de historiske håndskrifter flyttet fra København til Reykjavik, hvilket også lykkedes.
Han blev gift 1. gang (ægteskabet opløst) med kontorchef, cand.jur. Annemarie, f. Budtz; 2. gang 1968 m. socialrådgiver Vinnie Merete, f. Gaarn-Larsen, datter af sognepræst Th. Gaarn-Larsen og hustru Gerda f. Hemmingsen.

## Udgivelser
- Med Paulus i Grækenland, 1951
- Mindebogen om C.P.O. Christiansen, 1952
- Sydslesvig på en anden måde, 1954
- Grænsekampen i ny fase?, 1955
- Det nye Norden, 1956
- Sydslesvig i tekst og tal, 1957
- Kilder til det sydslesvigske spørgsmål, 1959
- Norden og Europa, 1959
- Den sidste Fjende, en bog om døden, 1969
- Madsen og medierne, 1970
- Min tid, 2003. Erindringer.